# Presidente da Comissão de Questões Estatutárias
O cargo de presidente da Comissão de Questões Estatutárias da Liga dos Comunistas da Iugoslávia (LCI) foi estabelecido em 29 de julho de 1948 sob o nome de presidente da Comissão de Controle. De 1948 até o 9.º Congresso da LCI, realizado em 1969, o titular do cargo foi eleito pela Sessão do Comitê Central da LCI. O 9.º Congresso alterou o estatuto do partido e transformou a Comissão de Controle na Comissão de Questões Estatutárias, e a presidência foi renomeada para presidente.

## Titulares
| N°. | Name                | Posse                  | Fim do Mandato         | Duração          | Mandato Eleitoral   | Nascimento | Morte | Filiação | Ramo                 | Etnia        | Ref.  |
| --- | ------------------- | ---------------------- | ---------------------- | ---------------- | ------------------- | ---------- | ----- | -------- | -------------------- | ------------ | ----- |
| 1   | Osman Karabegović   | 29 de julho de 1948    | 7 de novembro de 1952  | 4 anos, 101 dias | 5.º (1948–1952)     | 1911       | 1996  | 1932     | Bósnia e Herzegovina | Bosníaco     | [ 3 ] |
| 2   | Krsto Popivoda      | 7 de novembro de 1952  | 13 de dezembro de 1964 | 12 anos, 36 dias | 6.°–7.º (1952–1964) | 1910       | 1988  | 1933     | Montenegro           | Montenegrino | [ 4 ] |
| 3   | Grujo Novaković     | 13 de dezembro de 1964 | 30 de maio de 1974     | 9 anos, 168 dias | 8.º–9.º (1964–1974) | 1913       | 1975  | 1936     | Bósnia e Herzegovina | Sérvio       | [ 5 ] |
| 4   | Milorad-Mičo Zorič  | 30 de maio de 1974     | 23 de junho de 1978    | 4 anos, 24 dias  | 10.º (1974–1978)    | 1913       | ?     | 1939     | Montenegro           | Montenegrino | [ 6 ] |
| 5   | Dimitar Aleksievski | 23 de junho de 1978    | 29 de junho de 1982    | 4 anos, 6 dias   | 11.º (1982–1986)    | 1920       | ?     | 1941     | Macedônia            | Macedônio    | [ 7 ] |
| 6   | Budimir Vukašinović | 29 de junho de 1982    | 28 de junho de 1986    | 3 anos, 364 dias | 12.º (1986–1990)    | 1921       | 1989  | 1944     | Sérvia               | Sérvio       | [ 8 ] |
| 7   | Jovo Ugrčić         | 28 de junho de 1986    | 22 de janeiro de 1990  | 3 anos, 208 dias | 13.º (1986–1990)    | 1923       | 2005  | 1942     | Croácia              | Sérvio       | [ 9 ] |